# 서울 전농동 부군당 무신도
전농동 부군당 무신도(典農洞 府君堂 巫神圖)는 서울특별시 동대문구 전농동에 있는 무신도이다. 2017년 4월 13일 서울특별시의 민속문화재 제35호로 지정되었다.

## 지정 사유
조선시대 전농동 일대는 농사와 친경(親耕)의식과 그 행렬 등으로 대변되는 왕실 농업문화의 중심지에 해당되는 지역으로, 전농동 부군당 무신도 또한 서울지역 농악관련 일종의 풍속화로서 미술사적인가치 역시 뛰어나다. 또한 ‘ㆍ’ 자모로 쓰여진, ‘존격의 존명’과 ‘특정 장면의 도해(圖解)에 대한 기술(記述)’이 있는 방제는 무신도 연구사에 큰 가치를 지니고 있어서 서울시 문화재자료로 지정하여 보존할 가치가 있다.

## 조사보고서
전농동 부군당의 무신도는 기년명은 없지만 20세기초에 제작된 것으로 현존하는 서울지역 무신도 가운데 매우 독특한 작품군에 속한다. 6.25를 기점으로 여러 점의 무신도가 사라졌으며, 남아있는 11점의 무신도에는 아래 ‘ㆍ’ 자모를 병기(倂記)해 흘려 쓴 다음과 같은 방제(傍題)가 있다.
거사도걸입안위, 만방쳥일산도국긔, 삼불제셕안위, 강남국호구별상마마, 정열부인숑씨마누, 죠션국공신죠씨대감, 사마장군왕신안위, 젼취주도국긔, 마두하쳥도국긔 1, 마두하쳥도국긔 2, 외응만사도쳥걸입’

이 가운데 ‘존격의 존명’이 기록된 5점의 무신도는 무신도의 일반적인 존명 표기의 예에 속하지만, 나머지 6점은 ‘특정 장면의 도해(圖解)에 대한 기술(記述)’이어서 그 예를 찾아보기 어렵다. 6점의 이 무신도 도상은 지금은 살펴볼 수 없는 서울지역 농악과 관련된 것으로 추정된다.
전농동 부군당의 주신은 ‘부군할아버지’인 조선초의 공신 조반(趙胖)이다. 고려말 토지 개혁의 상징적 인물이 되었던 조반이 전농동 부군당의 주신으로 모셔진 것도 농사와 무관하지 않다. 농사가 천하의 근본이었던 조선시대에 전농동 일대가 왕실의 동적전(東籍田)에 속하고, 1909년에 순종황제가 마지막으로 거둥해 소를 끌고 친경(親耕)의식을 행한 것을 보면, 비록 무신도 범주 내에서의 도해이지만, 농악의 한 단면이 엿보이는 것은 매우 흥미로운 점이다. 아울러 화사가 부군당에 무신도 도상으로 이를 표현한 것은 종교적 성격을 포함한 좀 더 포괄적인 의미에서의 도상 접근이 필요한 문제이다.
왕의 거둥이나 신임 현감(사또) 행차에 영향을 받은 농악은 일반적으로 앞부분이 행렬음악으로 시작하고 뒷부분은 연희 중심이다. 이를 토대로 전농동 부군당의 무신도를 살펴보면, 전배(前陪) 즉, 앞부분인 전배치에 해당하는 대취타 행렬을 표현한 ‘젼취주도국긔[대열 앞쪽[前陪]의 취타주(吹打奏) 행렬 장면을 담은 도국(都局 ; 神廳)의 깃발 또는 標幟]’는 흥겨운 현장감이 살아 있다. 왕의 거둥을 상징하는 일산(日傘)과 금월부(金鉞斧)가 등장하는 ‘만방쳥일산도국긔[萬方 靑日傘 都局 깃발 또는 標幟]’는 자세히 도상을 보면, 왕실 위의인 홍일산(紅日傘)이 아니라 그보다 격이 낮은 청일산(靑日傘)이고, 왕실 위의인 금월부가 나타나서 위의 간의 혼재 양상이 드러나 있다. 기물을 든 이들도 벙거지에 미투리를 신고 있어서 역시 민간성격이 짙은 농
악대의 표현이라 할 수 있다. ‘마두하쳥도국긔[馬頭들이 윗사람을 모시는 下廳의 지위로 행렬에 참가하는 장면이 담긴 神廳의 깃발 또는 標幟]’는 말을 관리하는 ‘마두(馬頭)’들이 말과 함께 행렬에 참여한 것이다.
농악의 후배(後陪) 즉, 뒷부분인 후배치에 해당하는 잡색(雜色)의 연희는 거사와 사당이 등장하는 ‘거사도걸입안위[居士徒 乞粒 安位]’, 그리고 매사냥꾼인 양반 수알치와 꿩을 모는 털이꾼이 등장하는 ‘외응만(방)사도쳥걸입[外鷹坊師 都廳 乞粒]’이다. 방제와 도상으로 보면, 잡색을 맡은 이들이 사설을 주고받는 걸립농악에 해당한다.
전농동 부군당의 무신도는 배경을 채색하지 않고 등장인물 위주로 단순히 그려진 것이지만 감각적인 색채 운용을 엿볼 수 있다. 초록색이 주조색인 화면에 짙은 청색을 사용하면서도 채도가 높은 노란색과 적색을 적절히 대비시켜 전체적으로 밝고 산뜻하다. 종교화에서는 잘 쓰지 않는 기하학적인 당초문의 사용이나 무신도임을 의식해 눈동자의 위치를 임의로 달리한 것도 눈에 뛴다. 과거의 전통적이고 익숙한 색채나 문양을 일신해 새로운 경향을 반영하고자 한 화사의 의지가 엿보인다. 또한 실내가 아닌 야외를 배경으로 한 무신도 도상들은 인물 표현에서 움직임에 이르기까지 자연스럽고 개성이 강할 뿐만 아니라 연희적(演戱的) 요소와 함께 해학성도 갖추고 있어서 흥미롭다.
전농동 부군당 무신도가 도상의 구성이나 방제의 내용으로 보면 고격의 것도 담고 있어서 이전의 무신도를 모본으로 다시 제작되었는지는 단정할 수 없지만, 현재의 무신도가 20세기초에 활동하던 기량 있는 노화사에 의해 그려진 것은 분명해 보인다.
조선시대에 부군당이 있는 전농동 일대가 ‘농사’와 ‘친경(親耕)의식과 그 행렬’ 등으로 대변되는 왕실 농업문화의 중심에 있었고, 일부 무신도의 방제와 도상에 반영되어 있는 특징들은 서울지역 농악관련 무신도로서 그 가치를 가늠하기 어렵게 한다. 일종의 풍속화로서 미술사적인 가치 역시 뛰어나다. 또한 아래 ‘ㆍ’ 자모로 쓰여진, ‘존격의 존명’과 ‘특정 장면의 도해(圖解)에 대한 기술(記述)’이 있는 방제는 무신도 연구사에 큰 가치를 지니고 있어서 앞으로 중요 자료로서 보존할 가치가 있다고 판단된다. 이에 서울특별시 민속문화재로 지정하여 관리함이 바람직할 것으로 사료된다.

## 상세 규격
| 명칭                                        | 수량 | 규격(cm) | 조성연대  |
| ------------------------------------------- | ---- | -------- | --------- |
| ①거사 걸립 (거사도걸입안위)                 | 11점 | 102 × 63 | 20세기 초 |
| ②일산 행렬 (만방쳥일산도국긔)               | 11점 | 102 × 63 | 20세기 초 |
| ③삼불제석 (삼불제셕안위)                    | 11점 | 102 × 63 | 20세기 초 |
| ④강남국 호국 별상 마마 (강남국호구별상마마) | 11점 | 102 × 63 | 20세기 초 |
| ⑤정열부인 송씨마누라 (정열부인숑씨마누하)   | 11점 | 102 × 63 | 20세기 초 |
| ⑥조선국 공신 조씨대감 (죠션국공신죠씨대감)  | 11점 | 102 × 63 | 20세기 초 |
| ⑦대사마 대장군 왕신 (사마장군왕신안위)    | 11점 | 102 × 63 | 20세기 초 |
| ⑧취타 행렬 (젼취주도국긔)                 | 11점 | 102 × 63 | 20세기 초 |
| ⑨마부1 (마두하쳥도국긔 1)                   | 11점 | 102 × 63 | 20세기 초 |
| ⑩마부2 (마두하쳥도국긔 2)                   | 11점 | 102 × 63 | 20세기 초 |
| ⑪매사냥 걸립 (외응만사도쳥걸입)             | 11점 | 102 × 63 | 20세기 초 |

## 참고 자료
- 전농동 부군당 무신도 - 국가유산청 국가유산포털